# ماونتنوریس
ماونتنوریس (به انگلیسی: Mountnorris) یک روستا در بریتانیا است. ماونتنوریس ۱۵۵ نفر جمعیت دارد.